# كالويان ايفانوف
كالويان ايفانوف (بالبلغارية: Калоян Иванов)‏ مواليد 18 مارس 1986 في فارنا، هو لاعب كرة سلة بلغاري. بدأ مسيرته الاحترافية في سنة 2002. يحمل الرقم 55. يبلغ طوله 6 قدم 9 بوصة (2.1 م).

## المسيرة الاحترافية
لعب مع منورقة لكرة السلة في الدوري الإسباني من سنة 2006 إلى 2009، ثم لعب مع باسكت مانريسا في موسم 2009–2010، ثم لعب مع نادي إشبيلية لكرة السلة في الدوري الإسباني في موسم 2010–2011، ثم لعب مع نادي أليكانتي لكرة السلة في موسم 2011–2012، ثم لعب مع إس إس فليتشي سكاندون في الدوري الإيطالي من سنة 2012 إلى 2014.

## روابط خارجية
- كالويان ايفانوف على موقع الاتحاد الدولي لكرة السلة (الإنجليزية)
- كالويان ايفانوف على موقع الدوري الإسباني لكرة السلة (الإسبانية)
- كالويان ايفانوف على موقع كرة السلة الأوروبية.كوم (الإنجليزية)
- كالويان ايفانوف على موقع ريلجم (الإنجليزية)
- كالويان ايفانوف على موقع بروبوليرز (الإنجليزية)
- كالويان ايفانوف على موقع سبورتس رفرنس (الإنجليزية)